# Francisco Gomes Teixeira
Francisco Gomes Teixeira   (Armamar, 28 de gener de 1851 - Porto, 8 de febrer de 1933) va ser un matemàtic portuguès, que va ser el primer rector de la Universitat de Porto.

## Vida i Obra
Fill d'un comerciant, poc es coneix de la seva infància i joventut.. Des de 1869-1870 a 1882-1883 va viure a Coimbra i se sap que el pels voltants de 1881 tenia casa a Porto. Després de casar-se el 1882 o 1883, va fixar la seva residència a Porto.
Va estudiar matemàtiques a la Universitat de Coimbra entre 1869 i 1874, en la qual es va doctorar l'any següent. Va ser afiliat del Partido Regenerador, pel qual va ser diputat diverses vegades al llarg de la seva vida.
En acabar el estudis universitaris va ser nomenat professor substitut de la universitat de Coimbra i el 1878, per insistència de Daniel Augusto da Silva, va acceptar un càrrec al Observatori Astronòmic de Lisboa que només va exercir durant uns mesos. El 1880 va ser promogut a catedràtic de càlcul. El 1883, a petició pròpia, va ser traslladat a l'Academia Polytechnica de Porto de la qual va ser director a partir de 1886. El 1911, en crear-se la Universitat de Porto per decret del govern provisional republicà, Gomes Teixeira va ser nomenat rector de la universitat que va agrupar les diferents institucions d'ensenyament superior existents a la ciutat. Es va jubilar el 1929, als 78 anys.
Va ser el fundadro de dues revistes científiques: el Jornal de Sciencias Mathematicas e Astronomicas i els Annaes Scientificos da Academia Polytecnica do Porto, els quals es van publicar entre 1877 i 1902 i entre 1905 i 1920, respectivament. Va ser autor de més de 140 treballs d'investigació en anàlisi matemàtica i el 1932, poc abans de la seva mort, va pronunciar unes conferències a l'Acadèmia de Ciències sobre la Història de les Matemàtiques a Portugal, les quals van ser editades de forma pòstuma.